# Ajn al-Hamra
Ajn al-Hamra (arab. عين الحمرا) – miejscowość w Syrii, w muhafazie Idlib. W 2004 roku liczyła 1164 mieszkańców.